# Scafa
Scafa is een gemeente in de Italiaanse provincie Pescara (regio Abruzzen) en telt 3979 inwoners (31-12-2004). De oppervlakte bedraagt 10,1 km², de bevolkingsdichtheid is 398 inwoners per km².
De volgende frazioni maken deel uit van de gemeente: Marulli, Zappino, Pianapuccia, Decontra, Colli Mampioppo.

## Demografie
Scafa telt ongeveer 1438 huishoudens. Het aantal inwoners steeg in de periode 1991-2001 met 3,2% volgens cijfers uit de tienjaarlijkse volkstellingen van ISTAT.
| Jaar | Inwoneraantal |
| ---- | ------------- |
| 1991 | 3863          |
| 2001 | 3987          |

## Geografie
Scafa grenst aan de volgende gemeenten: Abbateggio, Alanno, Bolognano, Lettomanoppello, San Valentino in Abruzzo Citeriore, Torre de' Passeri, Turrivalignani.

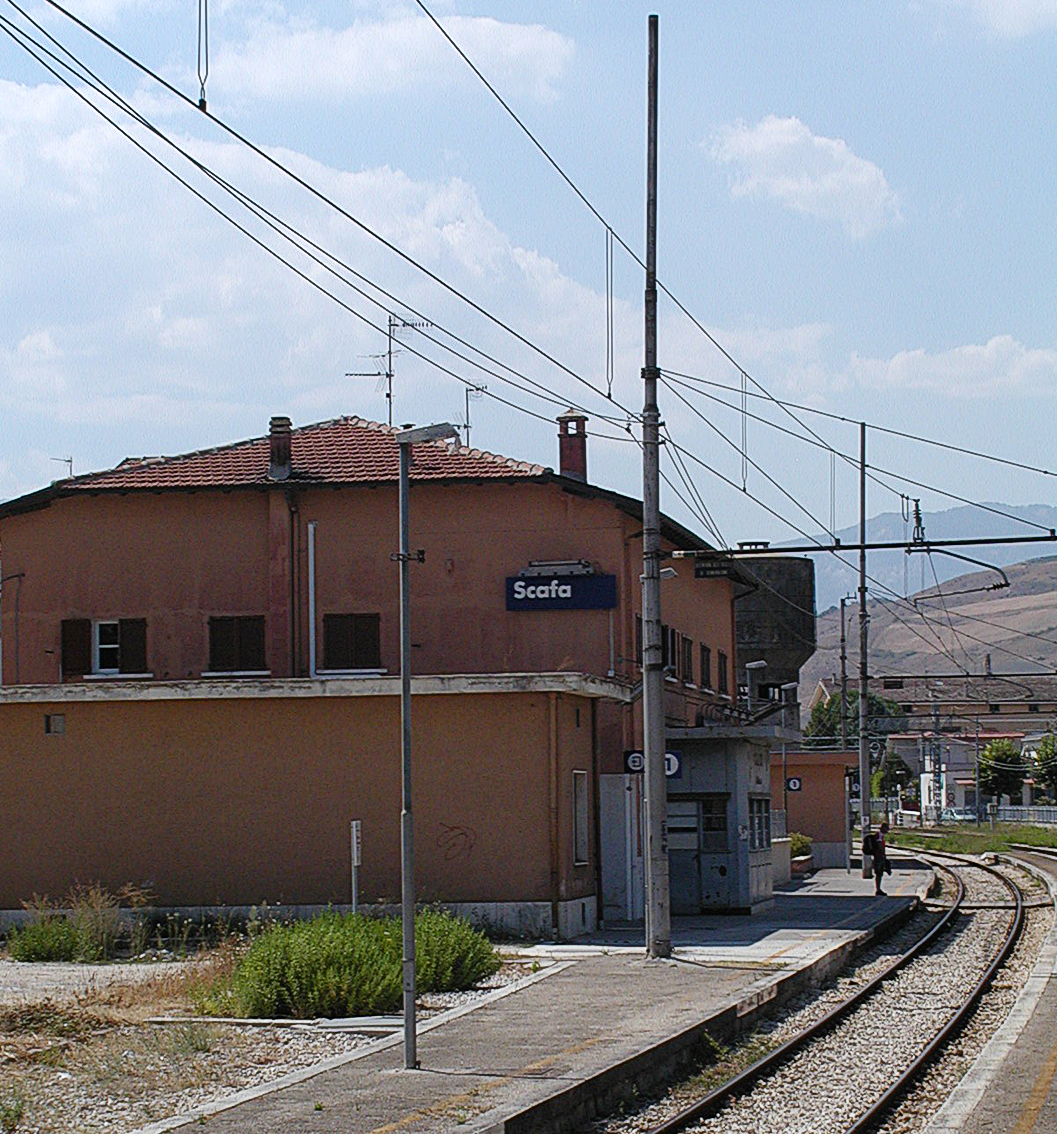
Station

Abbateggio · Alanno · Bolognano · Brittoli · Bussi sul Tirino · Cappelle sul Tavo · Caramanico Terme · Carpineto della Nora · Castiglione a Casauria · Catignano · Cepagatti · Città Sant'Angelo · Civitaquana · Civitella Casanova · Collecorvino · Corvara · Cugnoli · Elice · Farindola · Lettomanoppello · Loreto Aprutino · Manoppello · Montebello di Bertona · Montesilvano · Moscufo · Nocciano · Penne · Pescara · Pescosansonesco · Pianella · Picciano · Pietranico · Popoli · Roccamorice · Rosciano · Salle · San Valentino in Abruzzo Citeriore · Sant'Eufemia a Maiella · Scafa · Serramonacesca · Spoltore · Tocco da Casauria · Torre de' Passeri · Turrivalignani · Vicoli · Villa Celiera
1. ↑  https://demo.istat.it/?l=it.